# بورگکمنیتس
بورگکمنیتس (به آلمانی: Burgkemnitz) یک منطقهٔ مسکونی در آلمان است که در Muldestausee واقع شده‌است. بورگکمنیتس ۸۲۲ نفر جمعیت دارد.